# Bored (canción de Billie Eilish)
«Bored» —en español: «Aburrido»— es una canción de la cantante estadounidense Billie Eilish. Se lanzó el 30 de marzo de 2017, a través de Interscope Records y Darkroom Records, como sencillo de la banda sonora de la serie 13 Reasons Why. La pista fue escrita por Aron Forbes, Tim Anderson y Finneas O'Connell. Alcanzó la certificación de oro en Estados Unidos, y Australia.

## Antecedentes y composición
La canción trata principalmente de una relación que no va a ningún lado. En una entrevista, Eilish comentó: «Está inspirado en estar atrapado en una relación que no va a ninguna parte... cuando estás en un lugar tóxico con alguien y te tratan mal durante tanto tiempo, que al final te terminas acostumbrado.
La pista fue escrita por Aron Forbes, Tim Anderson y Finneas O'Connell, mientras que la producción fue llevada a cabo por este último.

## Vídeo musical
El video musical de «Bored» se lanzó el 26 de junio de 2017. Presenta a Eilish con un traje azul, bailando alrededor de una larga escalera con altavoces.

## Recepción comercial
El sencillo logró la certificación de platino en Australia en el año 2019, mientras que en Estados Unidos alcanzó la certificación de oro el 27 de septiembre de 2019.

## Lista de ediciones
Descarga digital
| N.º | Título           | Duración |  |
| 1.  | «Bored» (single) | 3:00     |  |

## Certificaciones
| País (organismo certificador) | Certificación | Unidades certificadas |
| ----------------------------- | ------------- | --------------------- |
| Australia (ARIA)              | Oro           | 35 000                |
| Estados Unidos (RIAA)         | Oro           | 500 000               |
| México (AMPROFON)             | Oro           | 30 000                |

## Historial de lanzamiento
| País   | Fecha               | Formato                      | Edición      | Discográfica       | Ref    |
| ------ | ------------------- | ---------------------------- | ------------ | ------------------ | ------ |
| Varios | 30 de marzo de 2017 | Descarga digital y Streaming | Original     | Interscope Records | [ 11 ] |
| Varios | 23 de abril de 2017 | Descarga digital y Streaming | Yamill Remix | Interscope Records | [ 13 ] |